# Limenitis
Limenitis är ett släkte av fjärilar som beskrevs av Johan Christian Fabricius 1807. Limenitis ingår i familjen praktfjärilar, Nymphalidae.

## Bildgalleri

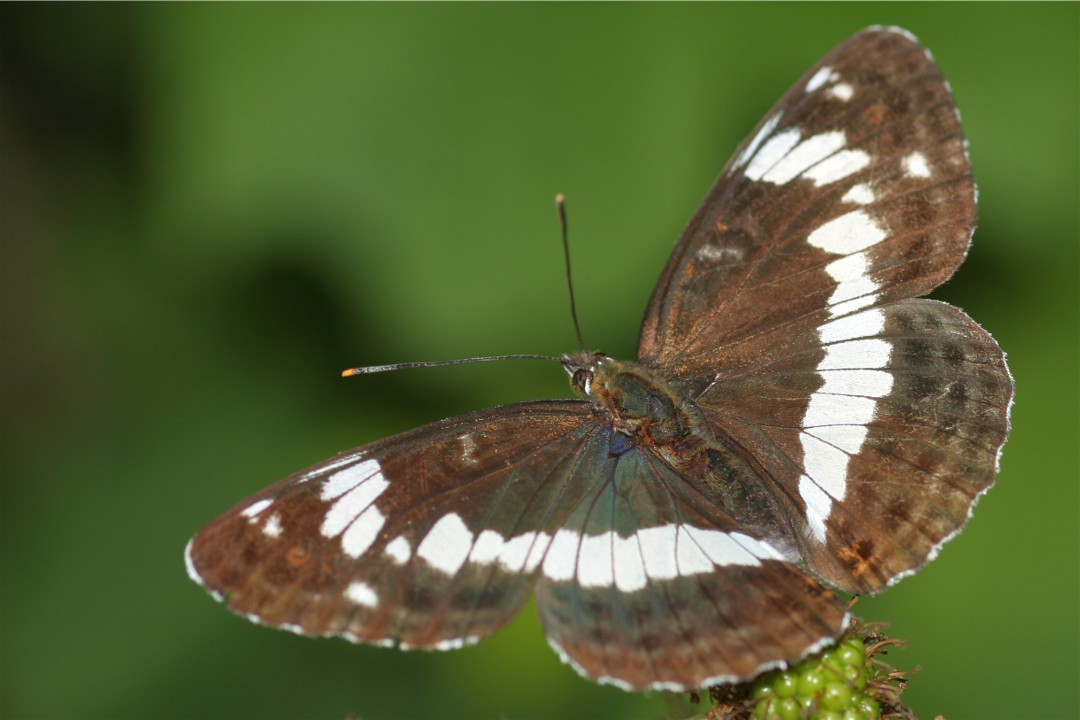
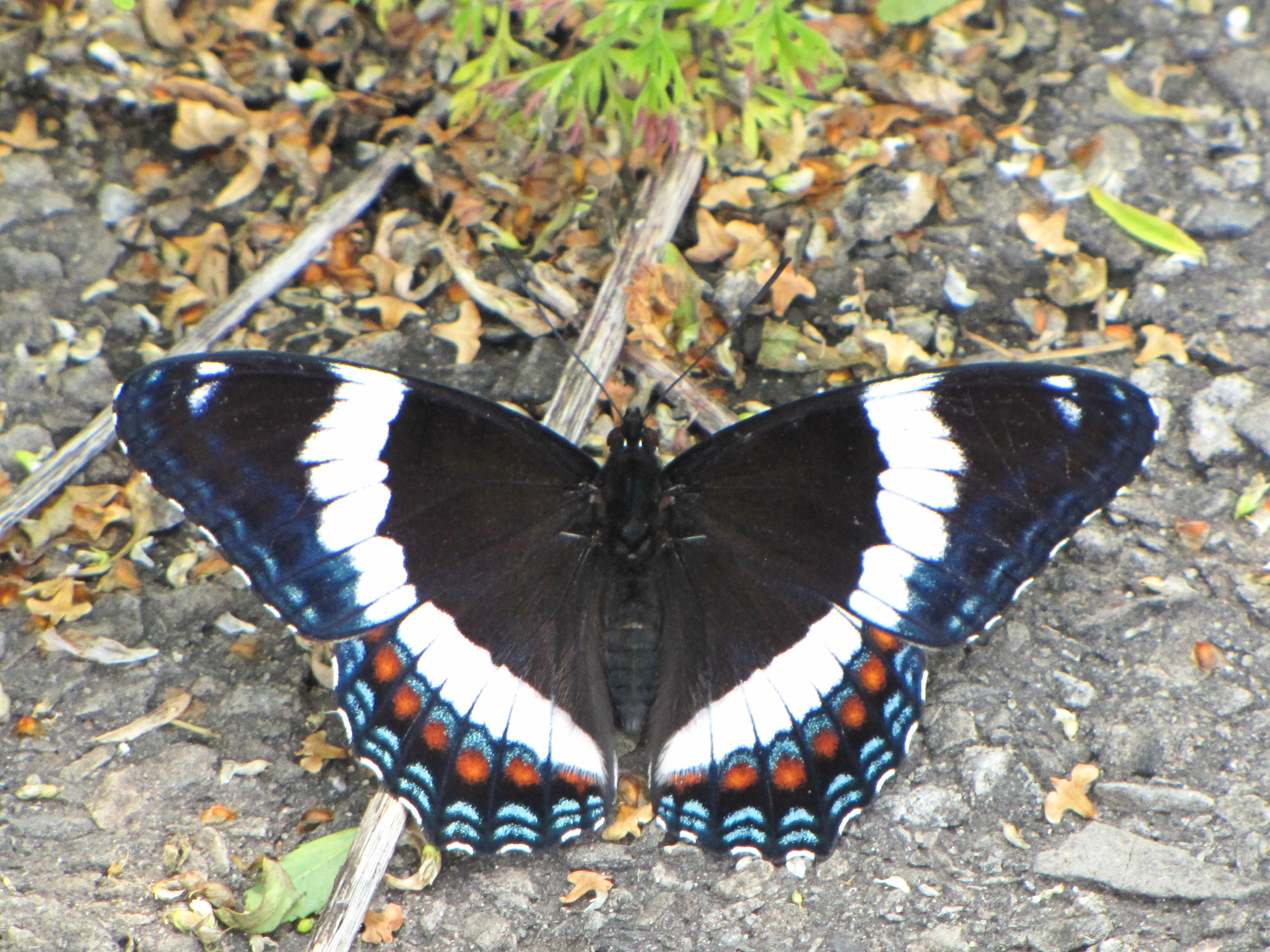
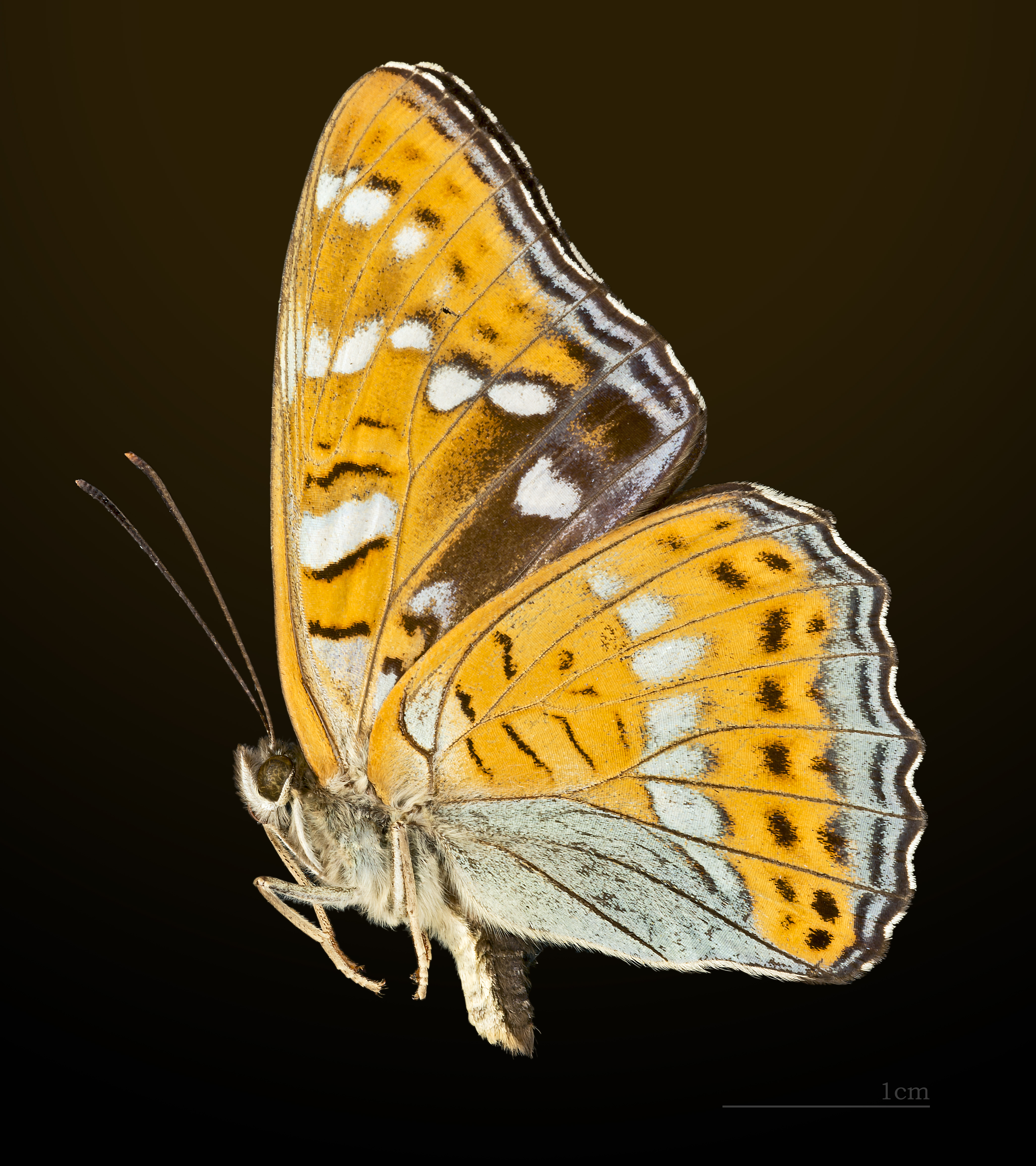
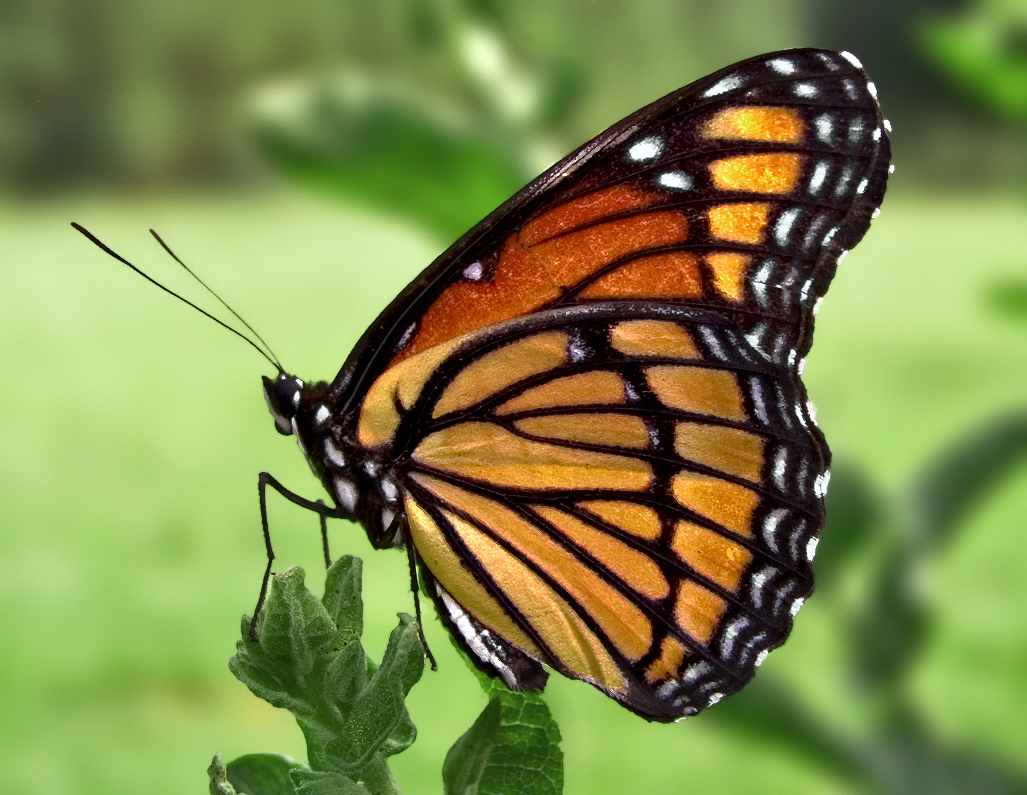

## Dottertaxa tillLimenitis, i alfabetisk ordning[1][2]
- Limenitis abia
- Limenitis abyla
- Limenitis abylina
- Limenitis adstricta
- Limenitis advena
- Limenitis aea
- Limenitis aemonia
- Limenitis aeolia
- Limenitis aethalia
- Limenitis agilla
- Limenitis agnata
- Limenitis agneya
- Limenitis alala
- Limenitis albata
- Limenitis albidior
- Limenitis albifida
- Limenitis albina
- Limenitis albofasciata
- Limenitis albomaculata
- Limenitis albomarginata
- Limenitis amarapta
- Limenitis amida
- Limenitis amphyssa
- Limenitis ampla
- Limenitis anarta
- Limenitis angustifascia
- Limenitis anonyma
- Limenitis antoniae
- Limenitis aquillia
- Limenitis archidona
- Limenitis archippus
- Limenitis arctina
- Limenitis arecosa
- Limenitis arete
- Limenitis aretina
- Limenitis aricia
- Limenitis arizonensis
- Limenitis arnoldi
- Limenitis arthechippus
- Limenitis arthemis
- Limenitis astyanax
- Limenitis atlantis
- Limenitis attica
- Limenitis aufidia
- Limenitis austenia
- Limenitis avalokita
- Limenitis bankana
- Limenitis barnesia
- Limenitis bartolme
- Limenitis basilea
- Limenitis basiloides
- Limenitis batuna
- Limenitis benjamini
- Limenitis berchmansi
- Limenitis bergmani
- Limenitis bicina
- Limenitis biedermanni
- Limenitis bifasciata
- Limenitis bifulvata
- Limenitis bockii
- Limenitis boeotia
- Limenitis boreas
- Limenitis bredowii
- Limenitis brevifascia
- Limenitis brunnea
- Limenitis bucovinensis
- Limenitis burrisoni
- Limenitis caelia
- Limenitis caerulea
- Limenitis calidosa
- Limenitis californica
- Limenitis calliphane
- Limenitis calliphiclea
- Limenitis camilla
- Limenitis campeda
- Limenitis canina
- Limenitis canuleia
- Limenitis caphira
- Limenitis capucinus
- Limenitis carmela
- Limenitis cayuga
- Limenitis celerio
- Limenitis cerachates
- Limenitis cesilas
- Limenitis cestus
- Limenitis chancha
- Limenitis chilo
- Limenitis chinensis
- Limenitis chlaena
- Limenitis chosensis
- Limenitis cibyra
- Limenitis cicacocha
- Limenitis cinereus
- Limenitis cleophas
- Limenitis cocala
- Limenitis cocalina
- Limenitis cognata
- Limenitis colada
- Limenitis collina
- Limenitis completa
- Limenitis comstocki
- Limenitis cora
- Limenitis corcyra
- Limenitis coreana
- Limenitis coryneta
- Limenitis cottini
- Limenitis creton
- Limenitis cuyaba
- Limenitis cytherea
- Limenitis daceleia
- Limenitis daguana
- Limenitis damon
- Limenitis danava
- Limenitis daraxa
- Limenitis davisii
- Limenitis deborah
- Limenitis defasciata
- Limenitis deleta
- Limenitis delinita
- Limenitis delphicola
- Limenitis demialba
- Limenitis despoliata
- Limenitis diademata
- Limenitis diadochus
- Limenitis diatreta
- Limenitis diazi
- Limenitis didnia
- Limenitis diluta
- Limenitis diocles
- Limenitis disippe
- Limenitis divina
- Limenitis doerriesi
- Limenitis dominula
- Limenitis donysa
- Limenitis doudoroffi
- Limenitis drusilla
- Limenitis dubernardi
- Limenitis dudu
- Limenitis duiliae
- Limenitis duplicata
- Limenitis eavesi
- Limenitis egregia
- Limenitis ehrhardi
- Limenitis elea
- Limenitis eleus
- Limenitis elwesi
- Limenitis emathia
- Limenitis emilia
- Limenitis enapius
- Limenitis enope
- Limenitis ephesa
- Limenitis ephestiaena
- Limenitis ephestion
- Limenitis epidamna
- Limenitis epione
- Limenitis epiphicla
- Limenitis epizygis
- Limenitis epona
- Limenitis eponina
- Limenitis ernestina
- Limenitis eros
- Limenitis erotica
- Limenitis erythmathis
- Limenitis escalantei
- Limenitis ethelda
- Limenitis euboea
- Limenitis eulalia
- Limenitis eumenius
- Limenitis eutenia
- Limenitis exanima
- Limenitis excelsior
- Limenitis fabricia
- Limenitis falcata
- Limenitis falcipennis
- Limenitis fassli
- Limenitis felderi
- Limenitis fessonia
- Limenitis fidicula
- Limenitis fillo
- Limenitis florensis
- Limenitis floresiana
- Limenitis floridensis
- Limenitis formosicola
- Limenitis fridayi
- Limenitis frontina
- Limenitis fruhstorferi
- Limenitis frusina
- Limenitis fufia
- Limenitis fufina
- Limenitis fugela
- Limenitis fulica
- Limenitis fulva
- Limenitis fulvus
- Limenitis fumida
- Limenitis funalis
- Limenitis fundania
- Limenitis fylgia
- Limenitis gavina
- Limenitis gelania
- Limenitis gellia
- Limenitis georgias
- Limenitis gerona
- Limenitis gilgitica
- Limenitis godmani
- Limenitis goliath
- Limenitis gortyna
- Limenitis goyana
- Limenitis guatemalensis
- Limenitis gunderi
- Limenitis hageni
- Limenitis hainensis
- Limenitis halli
- Limenitis helena
- Limenitis helepecki
- Limenitis helmanni
- Limenitis heraclea
- Limenitis herbita
- Limenitis herculeana
- Limenitis heredia
- Limenitis herennia
- Limenitis hieronica
- Limenitis hilareia
- Limenitis himera
- Limenitis hoffmanni
- Limenitis hollandii
- Limenitis homeyeri
- Limenitis houlberti
- Limenitis hulsti
- Limenitis hulstii
- Limenitis hyas
- Limenitis hydaspes
- Limenitis hypererythra
- Limenitis hypoerythra
- Limenitis hypsenor
- Limenitis iaere
- Limenitis imitata
- Limenitis implicata
- Limenitis inachia
- Limenitis indefecta
- Limenitis infranigrans
- Limenitis inornata
- Limenitis insularis
- Limenitis iphicleola
- Limenitis iphiclus
- Limenitis iphimedia
- Limenitis irma
- Limenitis irmina
- Limenitis isis
- Limenitis isshikii
- Limenitis ixia
- Limenitis jacquelinae
- Limenitis japonica
- Limenitis jarias
- Limenitis jezoensis
- Limenitis jinamitra
- Limenitis jordani
- Limenitis juanna
- Limenitis jumaloni
- Limenitis juruana
- Limenitis justina
- Limenitis justinella
- Limenitis karschi
- Limenitis kayei
- Limenitis kingana
- Limenitis lacina
- Limenitis lahontani
- Limenitis lamina
- Limenitis lanilla
- Limenitis lanthanis
- Limenitis lapitha
- Limenitis lara
- Limenitis latefasciata
- Limenitis latifascia
- Limenitis lativittata
- Limenitis laubenheimeri
- Limenitis leechii
- Limenitis lemnia
- Limenitis leonina
- Limenitis lepechini
- Limenitis lerna
- Limenitis lesbia
- Limenitis leucacantha
- Limenitis leucas
- Limenitis leucates
- Limenitis leuceria
- Limenitis leucerioides
- Limenitis leucocoma
- Limenitis leucophthalma
- Limenitis leucoptera
- Limenitis leutha
- Limenitis levicula
- Limenitis levona
- Limenitis libnites
- Limenitis ligyes
- Limenitis liliputana
- Limenitis livida
- Limenitis lombokiana
- Limenitis lorquini
- Limenitis lorzae
- Limenitis lorzina
- Limenitis lucina
- Limenitis lycone
- Limenitis lyconides
- Limenitis lycorias
- Limenitis lydia
- Limenitis lymire
- Limenitis lyncides
- Limenitis lysanias
- Limenitis mahastha
- Limenitis mainas
- Limenitis maira
- Limenitis makkeda
- Limenitis malea
- Limenitis mamaea
- Limenitis manetho
- Limenitis manilia
- Limenitis marcia
- Limenitis massilia
- Limenitis massillides
- Limenitis mata
- Limenitis maynardi
- Limenitis melanippe
- Limenitis melanthe
- Limenitis melona
- Limenitis mephistiphiles
- Limenitis meridionalis
- Limenitis mesenteria
- Limenitis mesentina
- Limenitis messana
- Limenitis metana
- Limenitis milleri
- Limenitis milonia
- Limenitis mimica
- Limenitis mincia
- Limenitis minoë
- Limenitis minor
- Limenitis moltrechti
- Limenitis monochroma
- Limenitis monorufopunctata
- Limenitis montana
- Limenitis mossi
- Limenitis mucia
- Limenitis myrlea
- Limenitis mythra
- Limenitis nadja
- Limenitis nahua
- Limenitis naryce
- Limenitis nava
- Limenitis naxia
- Limenitis nea
- Limenitis negra
- Limenitis negrina
- Limenitis neolymira
- Limenitis neutra
- Limenitis nevadae
- Limenitis nicetas
- Limenitis nig
- Limenitis nigerrima
- Limenitis nigricans
- Limenitis nivosus
- Limenitis nonsecta
- Limenitis nuydai
- Limenitis oberfoelli
- Limenitis oberthueri
- Limenitis oberthuri
- Limenitis obsoleta
- Limenitis olbia
- Limenitis olynthia
- Limenitis olynthina
- Limenitis ophellas
- Limenitis opheltes
- Limenitis ophidusa
- Limenitis orisa
- Limenitis ornamenta
- Limenitis oronoco
- Limenitis ozolis
- Limenitis pallida
- Limenitis panthalis
- Limenitis paraeca
- Limenitis paraena
- Limenitis paroëca
- Limenitis paula
- Limenitis pausanias
- Limenitis penningtoni
- Limenitis perga
- Limenitis permagna
- Limenitis pharaë
- Limenitis phera
- Limenitis phintias
- Limenitis phliassa
- Limenitis phylaca
- Limenitis phylacides
- Limenitis pintuyana
- Limenitis pione
- Limenitis pithys
- Limenitis plesaure
- Limenitis pollina
- Limenitis poltius
- Limenitis populi
- Limenitis portunus
- Limenitis powelli
- Limenitis praecaria
- Limenitis praetura
- Limenitis praevalida
- Limenitis pratti
- Limenitis pravitas
- Limenitis primigenia
- Limenitis privata
- Limenitis privigna
- Limenitis procris
- Limenitis prodiga
- Limenitis proserpina
- Limenitis pryeri
- Limenitis pseudaethalia
- Limenitis pseudagrias
- Limenitis pseudarete
- Limenitis pseudococala
- Limenitis pseudodorippus
- Limenitis pseudomalea
- Limenitis pseudomessana
- Limenitis punctata
- Limenitis purpurascens
- Limenitis purpuratus
- Limenitis pygmaeana
- Limenitis pythonissa
- Limenitis radiata
- Limenitis reducta
- Limenitis restricta
- Limenitis rileyi
- Limenitis rilocola
- Limenitis riola
- Limenitis roela
- Limenitis rothschildi
- Limenitis rubidus
- Limenitis rubrofasciata
- Limenitis rubrofasechippus
- Limenitis rufescens
- Limenitis rufilia
- Limenitis rufopunctata
- Limenitis safeda
- Limenitis sakaii
- Limenitis salmoneus
- Limenitis salmonides
- Limenitis salus
- Limenitis sanctigabrieli
- Limenitis sarana
- Limenitis saundersii
- Limenitis schaljapini
- Limenitis schiffermulleri
- Limenitis semiramis
- Limenitis sengei
- Limenitis sentia
- Limenitis serenita
- Limenitis seriphia
- Limenitis serita
- Limenitis serpa
- Limenitis serpentina
- Limenitis sichaeus
- Limenitis silia
- Limenitis sinefascia
- Limenitis sinensis
- Limenitis sinensium
- Limenitis sirona
- Limenitis sophax
- Limenitis spruceana
- Limenitis staudingeri
- Limenitis suapura
- Limenitis suberrima
- Limenitis sumbana
- Limenitis sumbawana
- Limenitis sydyi
- Limenitis syma
- Limenitis symona
- Limenitis syrna
- Limenitis takamukuana
- Limenitis tarpeia
- Limenitis tarratia
- Limenitis tegeata
- Limenitis theaena
- Limenitis theoda
- Limenitis therasia
- Limenitis thespias
- Limenitis thesprotia
- Limenitis thessalia
- Limenitis thoasa
- Limenitis thyrea
- Limenitis tildeni
- Limenitis timehri
- Limenitis timorica
- Limenitis tioma
- Limenitis titia
- Limenitis tizona
- Limenitis tizonides
- Limenitis tracta
- Limenitis tremulae
- Limenitis tricolorata
- Limenitis trinina
- Limenitis trinitad
- Limenitis trivena
- Limenitis tumida
- Limenitis undifragus
- Limenitis urdaneta
- Limenitis urraca
- Limenitis urracina
- Limenitis ursula
- Limenitis ussuriensis
- Limenitis uta
- Limenitis utina
- Limenitis valentina
- Limenitis wallisi
- Limenitis watsoni
- Limenitis weidermeyerii
- Limenitis velia
- Limenitis veliada
- Limenitis venata
- Limenitis verenda
- Limenitis wernickei
- Limenitis wilhelmina
- Limenitis violascens
- Limenitis viridescens
- Limenitis viridicans
- Limenitis viridis
- Limenitis virithemis
- Limenitis vivina
- Limenitis vodena
- Limenitis volupis
- Limenitis ximena
- Limenitis zalma
- Limenitis zalmona
- Limenitis zayla
- Limenitis zea
- Limenitis zeba
- Limenitis zina
- Limenitis zopyra
- Limenitis zulema
- Limenitis zunilaces
- Limenitis zynias